# フォレオせんだい 宮の杜
フォレオせんだい 宮の杜（フォレオせんだい みやのもり）は、宮城県仙台市宮城野区東仙台四丁目に所在する、オープン型ショッピングモール。

## 概要
廃止された日本たばこ産業仙台工場・JT球場（後の東仙台球場）の跡地の再開発による、「せんだい 宮の杜」の商業施設部分である。
同工場廃止後に実施された競争入札により、大和ハウス工業が落札し、同社デベロッパーによる住宅地と商業施設の複合施設として、2010年（平成22年）初頭より「せんだい 宮の杜」として、町開き・運営開始されるが、商業施設部分である「フォレオせんだい 宮の杜」部分が先行開業された。なお、2010年町開きの住宅地区画は、「ブルームスクエア せんだい宮の杜」の名称となる。
従前からの住宅地に隣接する土地柄、混雑緩和を目的にキーテナントとなる4店舗を分散開店する形で開業し、メインテナントである2009年（平成21年）11月5日のケーズデンキ東仙台店（運営会社はデンコードー）を皮切りに、同年11月20日に完全開業となった。

## 沿革
- 2009年（平成21年）
  - 11月5日 - デンコードーがケーズデンキ東仙台店を開業。
  - 11月12日 - カワチ薬品フォレオ宮の杜店が開業。
  - 11月13日 - ヨークベニマルフォレオ東仙台店が開業。
  - 11月20日 - ヤマト屋書店東仙台店が開業。

## テナント
下記のテナント情報は2022年（令和4年）9月29日時点。最新の出店テナントに関する情報は公式サイト「ショップリスト」を参照。

### 主要テナント
Aゾーン
- ケーズデンキ東仙台店（デンコードー運営）

Bゾーン

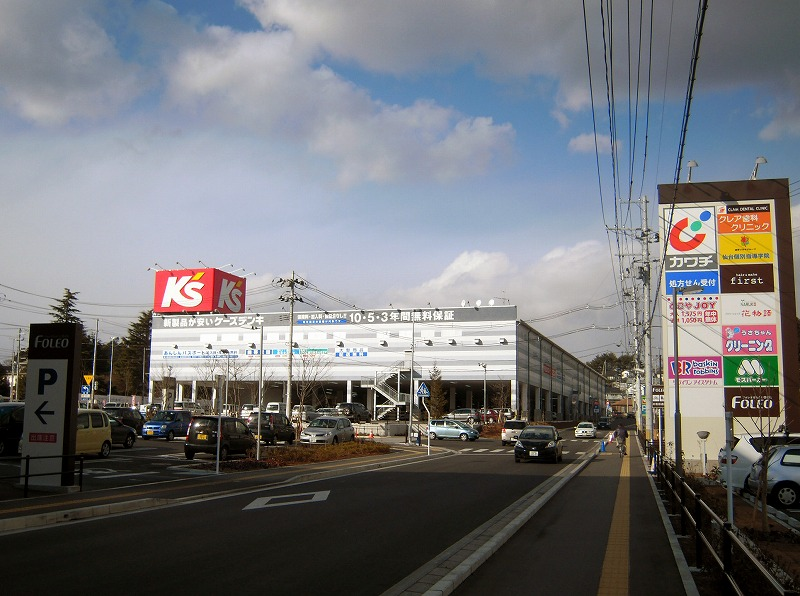
フォレオせんだい 宮の杜（ケーズデンキ東仙台店）

- TSUTAYAヤマト屋書店東仙台店（スターバックスコーヒー併設）

Cゾーン
- ヨークベニマルフォレオ東仙台店 - ヨークベニマル部分の周囲は、「ヨークタウン」形式となっている
- カワチ薬品フォレオ宮の杜店

### 専門店
Bゾーン
- すき家フォレオせんだい宮の杜店
- はま寿司フォレオせんだい宮の杜店

Cゾーン
- ファクトリーギア仙台店
- うさちゃんクリーニングフォレオせんだい宮の杜店
- 保険クリニックフォレオせんだい宮の杜店
- リラックス本舗東仙台店（マッサージ）
- とこやJOY
- 仙台個別指導学院フォレオ東仙台教室
- サーティワンアイスクリームフォレオ東仙台店
- モスバーガーフォレオせんだい宮の杜店
- 幼児教育コペルフォレオ仙台教室
- 醉拳 中華料理
- hair&make first 東仙台店
- クレア歯科クリニック
- 宝くじ フォレオ仙台チャンスセンター

Dゾーン
- 丸亀製麺東仙台店
- 眼鏡市場東仙台店
- さくら接骨院フォレオ
- らーめん有頂天EVOLUTIONフォレオせんだい宮の杜店
- ラーメン☆ビリー東仙台本店
- auショップ東仙台フォレオ店
- マリーン調剤薬局東仙台店
- シュープラザフォレオせんだい宮の杜店
- 元氣のでる炭火焼肉 やまなか家フォレオ宮の杜店
- カーブス東仙台
- 西松屋フォレオせんだい宮の杜店

Eゾーン
- とざわクリニック - 内科・皮膚科
- ドコモショップ東仙台フォレオ店 - 青葉区宮町に所在したDS宮町店を移設の上、設置